# Jens Vollert
Jens Vollert (* 17. Februar 1939 in Rendsburg) ist ein deutscher Politiker (SPD).
Vollert machte das Abitur an der Herder-Schule in Rendsburg und studierte Volks- und Betriebswirtschaftslehre in Kiel, Frankfurt am Main und Würzburg mit dem Abschluss als Diplom-Volkswirt. Danach war er wissenschaftlicher Assistent am Institut für Wirtschaftspolitik der Universität Würzburg und dort auch Mitglied des engeren Senats. Er war in der Geschäftsführung eines Industriebetriebes tätig, persönlicher Referent des Bundesministers der Verteidigung für Wirtschaftsfragen, Dozent an der Führungsakademie der Bundeswehr und Leiter der Sektion Wirtschaft der Fachgruppe Sozialwissenschaften.
In der Zeit von 1975 bis 1985 verfolgte Vollert verschiedene kommunalpolitische Tätigkeiten als Mitglied und Vorsitzender des SPD-Ortsverbandes Wedel und Mitglied und stellvertretender Vorsitzender des SPD-Kreisverbandes Pinneberg. Er war Ratsherr und Stadtrat in Wedel und Parlamentarischer Vertreter des Ministers für Natur, Umwelt und Landesentwicklung. Von 1983 bis 1996 saß er im Landtag von Schleswig-Holstein, ab 1987 direkt gewählt im Landtagswahlkreis Pinneberg-Elbmarschen. 1996 wurde Vollert mit dem Verdienstorden der Bundesrepublik Deutschland ausgezeichnet.